# Wytwórnia Sprzętu Komunikacyjnego – Poznań
Wytwórnia Sprzętu Komunikacyjnego – Poznań Sp. z o.o. (WSK-Poznań) – fabryka armatury gazowej i wyrobów do silników wysokoprężnych, zlokalizowana w Poznaniu.

## Historia
Tradycje przedsiębiorstwa sięgają roku 1918, kiedy to Robert Gunsch założył niewielki warsztat naprawy pojazdów mechanicznych Erge-Motor”. Później firma rozpoczęła produkcję tłoków, sworzni i tulei pierścieniowych. 27 maja 1945 r. zakład został znacjonalizowany i funkcjonował pod nazwą Zakład Sprzętu Motoryzacyjnego.
W 1966 w wyniku połączenia z Wytwórnią Sprzętu Komunikacyjnego powstała WSK-Poznań. Powstały dwa wydziały produkcyjne: wydział W-1 – Wydział Produkcji Tłoków i Sworzni przy ulicy Mylnej, a od roku 1974 Wydział Produkcji Osprzętu Lotniczego oraz wydział W-2 – Wydział Produkcji Elementów Hydrauliki Siłowej przy ulicy Rokietnickiej. Zgodnie z Uchwałą Rady Ministrów Nr 18/75 z 1975-01-17 powierzono WSK Poznań zadanie w zakresie uruchomienia produkcji licencyjnej rozdzielaczowej pompy wtryskowej typu DPA angielskiej firmy Lucas CAV (obecnie część Delphi) zakupionej wraz z licencją na ciągniki rolnicze MFP.
W 1975 roku rozpoczęto budowę nowego zakładu do produkcji licencyjnych pomp wtryskowych. W 1982 roku w WSK rozpoczęto produkcję rotacyjnych pomp wtryskowych typu DPA oraz przeniesiono do nowych zabudowań wydział W-1, a następnie W-2. W roku 1986 zakład opanował produkcję głowicy hydraulicznej, najtrudniejszego zespołu pompy. W 1996 zakład został włączony w struktury ZPC Ursus. Od 1998 jest spółką z o.o., której właścicielem jest Agencja Rozwoju Przemysłu.
Pod koniec 2020 roku biurowiec firmy tzw. „Złoty Dom” wraz z przyległym parkingiem został sprzedany firmie Auto Handel Centrum Grupa Cichy, która na przełomie roku 2021/2022 rozebrała budynek.

## Wyroby

### Osprzęt lotniczy
- Elektromechanizmy UT-6D i ET-01B służące do zdalnego sterowania urządzeniami w układach lotniczych.
- Elektromagnesy UE-05X, UE-05AT i E-27.1 służące do sterowania zaworami i rozdzielaczami w instalacjach hydraulicznych lub pneumatycznych.
- Zawory elektromagnetyczne MKT-4-2 i EMT-223 służące do otwierania i zamykania przepływu paliwa w instalacji paliwowej.
- Tłumik hydrauliczny TLH-65 służące jako tłumik drgań skrętnych łopat wirnika śmigłowca Sokół.

### Armatura paliwowa
- Rozdzielaczowe pompy wtryskowe typu DPA produkowane na licencji firmy Lucas, stosowane w układach zasilania silników wysokoprężnych o mocy do 22 KW z jednego cylindra oraz max 5000 obr./min. Silniki te stosowane są głównie w ciągnikach, agregatach prądotwórczych, wózkach widłowych, maszynach roboczych i rolniczych, w mniejszym zakresie w samochodach.
- Głowice hydrauliczne DPA – główny podzespół pompy wtryskowej typu DPA.
- Głowice hydrauliczne DPS – główny podzespół wchodzący do nowocześniejszych niż DPA pomp DPS. Silniki z pompami DPS są przeznaczone do układów zasilania wysokoprężnych silników o mocy 15–18 kW z jednego cylindra oraz max. 5000 obr./min. Silniki z pompami typu DPS znajdują zastosowanie w przemyśle motoryzacyjnym (np. Ford Transit).
- Głowice hydrauliczne DP – główny podzespół wchodzący do pomp wtryskowych typu DP100, DP200 i DP210/310.
- Części zamienne do pomp DPA, DPS i DP.
- Elementy do układu wtryskowego common rail (CR).